# Salix cheilophila
Salix cheilophila är en videväxtart som beskrevs av C. K. Schneider. Salix cheilophila ingår i släktet viden, och familjen videväxter.

## Underarter
Arten delas in i följande underarter:
- S. c. acuminata
- S. c. microstachyoides
- S. c. villosa